# Meruana usambarica
Meruana usambarica är en insektsart som först beskrevs av Karsch 1896.  Meruana usambarica ingår i släktet Meruana och familjen gräshoppor. Inga underarter finns listade i Catalogue of Life.